# Trzech wesołych pielęgniarzy (album)
Trzech wesołych pielęgniarzy – ścieżka dźwiękowa do filmu komediowego Michaela Schultza, Trzech wesołych pielęgniarzy. 

## Opis
Ścieżka dźwiękowa została skomponowana i wydana w 1995 roku przez zespół hip-hopowy The Fat Boys we współpracy z Anne Dudley z zespołu Art of Noise. Jeden z utworów The Fat Boys, „Baby, You're a Rich Man” jest coverem utworu słynnego zespołu brytyjskiego The Beatles.

## Lista utworów
1. The Fat Boys – „Baby, You're a Rich Man” (6:15)
2. Bananarama – „I Heard a Rumour” (3:23)
3. Latin Rascals – „Disorderly Conduct” (5:20)
4. Ca$hflow – „Big Money” (5:00)
5. Anita – „Don't Treat Me Like This” (3:45)
6. Bon Jovi – „Edge of a Broken Heart” (4:32)
7. Tom Kimmel – „Trying to Dance” (3:18)
8. Art of Noise – „Roller One” (3:32)
9. Gwen Guthrie – „Fat Off My Back” (5:53)
10. Laura Hunter – „Work Me Down” (5:30)